# Canthidium marielae
Canthidium marielae är en skalbaggsart som beskrevs av M. Alma Solis och Kohlmann 2004. Canthidium marielae ingår i släktet Canthidium och familjen bladhorningar. Inga underarter finns listade.